# 섀넌 데이

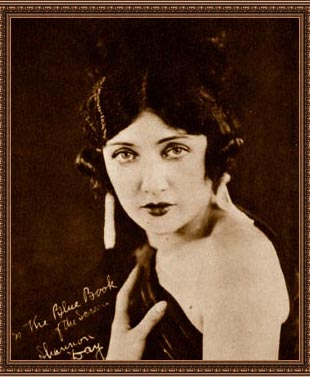

섀넌 데이(Shannon Day, 1896년 8월 5일 ~ 1977년 2월 24일)는 미국의 배우이다.
뉴욕에서 태어났으며 뉴욕에서 사망하였다.